# Fédération médicale belge
 (décembre 2018).
Si vous disposez d'ouvrages ou d'articles de référence ou si vous connaissez des sites web de qualité traitant du thème abordé ici, merci de compléter l'article en donnant les références utiles à sa vérifiabilité et en les liant à la section « Notes et références ».
La Fédération médicale belge (F.M.B., en néerlandais : Algemeen Belgisch Geneesherenverbond) est une organisation créée en 1864, ce qui fait d'elle la plus ancienne des organisations médicales en Belgique.
Elle est dissoute la veille de son centenaire en 1964.
La Fédération a pour but de regrouper toutes les sociétés médicales du pays. Elle a été reconnue légale par la loi du 31 mars 1898 sur les unions professionnelles.

## Histoire
En 1864, il existait partout en Belgique de nombreuses sociétés médicales. L'Association Médicale d'Alost a la volonté de toutes les réunir et de créer une fédération forte afin de rassembler le pouvoir médical sans pour autant compromettre les libertés d'indépendance locales de chacune des unions. Avec l'aide des associations d'Ekeren, de Brecht, de Courtrai et de Boom, elle organisa le 27 août 1863 une assemblée générale à Malines réunissant 2 000 médecins belges. Ils prirent la décision de créer la Fédération Médicale Belge et y votèrent ses statuts juridiques. Ceux-ci furent approuvés bien plus tard par une assemblée générale extraordinaire le 3 juillet 1949 et par le Conseil d'État en 1950.
Le 12 mai 1864, le bureau définitif fut constitué à l'hôtel de ville de Bruxelles. La loi sur les unions professionnelles lui attribua une reconnaissance légale en 1898.
Dès sa création, elle regroupa 17 associations médicales locales. Un an après, elle rassemblait 600 praticiens issus de 24 associations différentes. La Fédération atteint le millier de membres en 1868. En 1959, elle déclarait fédérer 48 unions, totalisant 6000 médecins. Le total de ses membres était cependant estimé aux alentours de 2000, ce qui est inférieur aux déclarations de la Fédération elle-même.
Au cours de son existence, la Fédération reflétait l'influence croissante des médecins dans la société. Leur implication est de plus en plus importante dans la vie politique communale et provinciale. La Fédération joue un rôle de pression corporatiste.
En 1937, pour répondre aux critiques de mainmise sur la profession médicale dans tous ses aspects, la Fédération vota en faveur de la création d'un Ordre des Médecins compétent pour la déontologie.
La Fédération Médicale Belge sera dissoute en 1964 et cédera sa place à l'Association Belge des Syndicats Médicaux (ABSyM-BVAS). Cette association existe toujours à l'heure actuelle.

## Missions
La Fédération Médicale Belge avait pour but de : 
- Protéger, par le travail commun, les intérêts matériels et moraux des docteurs en médecine, chirurgie et accouchement[9].
- Représenter le Corps Médical auprès des institutions privées ou publiques afin d'établir avec elles une collaboration efficace.
- Avoir une mission de conciliation entre les médecins et les Unions Professionnelles de médecins.
- Soutenir les intérêts légitimes des médecins en défendant et améliorant la situation de ces derniers[12].
- Offrir la possibilité aux sociétés locales de sortir de leur isolement.
- Aider et protéger les membres de la Fédération.
- Entretenir la bonne entente entre les différentes unions.
- Assurer, par son influence moralisatrice, l'exercice de la médecine dans les voies utiles au bien public et conformes à la profession[13].
- Élaborer un Code pour les médecins regroupant leurs devoirs vis-à-vis des patients, des autres médecins et du corps social[14].

## Causes de la dissolution
En 1964, une assemblée générale extraordinaire décida de sa dissolution pour diverses raisons qui s'étaient accumulées durant les dernières années de son existence :
- À la suite de l'organisation d'un système d'Assurance Maladie-Invalidité (A.M.I.) par l'État, les partis politiques se sont scindés autour de la question de la médecine et de la sécurité sociale. La Fédération, elle, désira rester neutre et ne s'engagea pas dans le système d'Assurance Maladie-Invalidité, ce qui la divisa intérieurement.
- L'avis des médecins était également partagé quant à l'apparition d'intermédiaires entre le médecin et le malade, tels que la mutuelle ou les assurances santé.
- Les différents membres de la Fédération s'opposaient selon leur situation professionnelle : généralistes et spécialistes, médecins indépendants et médecins liés à des établissements.
- Des conflits subsistaient entre les différentes unions locales qui formaient la Fédération[16].
- Beaucoup de membres des unions locales refusaient de payer leurs cotisations à la Fédération, bien que l'obligation fût pourtant inscrite dans les statuts.
- En 1955, la Fédération constitua un Comité de Coordination du Corps médical. Ce comité était présidé par le Docteur Glorieux[3] et comprenait des délégués de la Fédération Médicale Belge, du Groupement Belge des Spécialistes (G.B.S), de l'Algemeen Syndikaat van geneeskundigen van België (A.S.B.G.) et du Service National des Médecins (S.N.M). Il devait lutter contre l'arrêté organique de l'Assurance Maladie-Invalidité du ministre Léon-Éli Troclet, visant à garantir aux nationaux le bénéfice de la sécurité sociale[17]. À la suite de plusieurs négociations, un accord médico-gouvernemental fut signé le 21 février 1956. Cet accord portait essentiellement sur les rapports qu'établissaient les médecins et les assurés lorsque ces derniers étaient soignés en ambulatoire ou en milieu hospitalier[18]. Il a cependant fallu attendre 1959 pour signer une convention médico-mutualiste. Entre temps, le Comité a été dissout.
- La Fédération avait mené la lutte contre les réformes et en avait assuré la charge financière. Ses ressources étaient désormais épuisées[16].
- Le corps médical étant divisé, la Fédération essaya d'en refaire l'unité : elle organise le Comité d'Action Commune regroupant la Fédération Médicale Belge, la Fédération des Chambres Syndicales, le Groupement Belge des Spécialistes et l'Union Belge des Omnipraticiens. Les divergences persistaient entre les groupements médiaux et à l'intérieur de ceux-ci. La Fédération n'arriva pas à en maintenir l'unité, et les groupements initialement affiliés à la Fédération prirent leur autonomie.
- Seulement 15 des 48 unions médicales affiliées à la Fédération étaient encore en activité. La Fédération Médicale Belge n'arrivait plus à prouver sa représentativité[19].
- La Fédération regroupait la majorité des médecins belges. Ceux-ci étaient principalement francophones puisque l'enseignement universitaire se donnait exclusivement en français. Parmi eux, de nombreux médecins étaient cependant d'origine flamande. Les flamands tentèrent de se rassembler et de fonder en 1912 un Bond der Vlaamsche Geneesheeren, (en français : Alliance des médecins flamands), ce qui échoua. Certains d'entre eux se rapprochèrent du mouvement radical Algemeen-Nederlands Verbond (A.N.V., en français : Union générale hollandaise), créé en 1907, qui prônait des revendications linguistiques. Leur slogan était In Vlaanderen Vlaams (en français : En Flandre le flamand). Ils revendiquaient un souhait de fédéralisation de la Fédération. La Fédération ne répondit pas à cette volonté et ne développa aucune aile flamande sur le plan linguistique.
- En 1921, la Fédération Médicale Belge est concurrencée par l'Algemeen Vlaams Geneerheers Verbond (A.V.G.V., en français : Alliance générale flamande née), créée par le docteur Goyens qui cherche des adhérents[20].

## Composition

### Comité Directeur
L'article 7 des statuts de la Fédération expliquait qu'elle était administrée par un Comité Directeur de 11 membres. En son sein était choisi le Bureau, chargé d'assurer l'exécution de décisions prises par le Comité Directeur et par l'assemblée générale. Celui-ci était composé : 
- D'un président,
- De deux vice-présidents,
- D'un secrétaire général,
- D'un secrétaire adjoint,
- D'un trésorier.

En 1934, le Comité Directeur était désormais composé de 12 membres : un président et 11 autres membres. Ceux-ci étaient élus par l'assemblée générale. Parmi eux, le Comité Directeur choisissait deux vice-présidents, un secrétaire général, un secrétaire adjoint et un trésorier, qui formaient le Bureau avec le président.
En 1939, les statuts furent une nouvelle fois modifiés. Le Comité Directeur comptait alors 14 membres : un président, un secrétaire général, un trésorier et 11 autres membres. Il choisissait en son sein deux vice-présidents et un secrétaire adjoint.

### Comité exécutif
L'article 10 des statuts de la Fédération expliquait qu'elle était administrée par un Comité Exécutif, composé de 7 membres. Le Conseil National contrôlait ce comité. Il était composé de 21 membres élus par l'assemblée générale.

## Fonctionnement
La loi du 31 mars 1898 avait fixé les conditions imposées à la Fédération Médicale Belge pour lui permettre de faire toutes les conventions, les achats et les opérations de commission pour les Unions et les membres qui lui étaient affiliés. Elle pouvait défendre ses droits en justice en tant que défenseur et demandeur.

## Bulletin
De 1856 à 1892, la Fédération Médicale Belge ne disposait d'aucune revue propre et publiait un bulletin de façon occasionnelle, le Compte rendu des séances des assemblées générales et annuelles de la Fédération Médicale Belge.
Pendant 40 ans, la revue médicale Le Scalpel fut l'organe officieux de la Fédération. En 1903, cette dernière créa le Bulletin officiel de la Fédération Médicale Belge, qu'elle publia chaque trimestre. En 1924, sa publication devint mensuelle, puis bimensuelle. En 1933, le Bulletin change de nom et s'appelle désormais Le Médecin Belge (en néerlandais : Het Belgisch Geneesherenblad). Son tirage était de 7 400 exemplaires en 1962, juste avant sa dissolution.